# Emotionsfokussierte Paartherapie
Die Emotionsfokussierte Paartherapie (EFT) ist eine strukturierte Kurzzeit-Behandlungsmethode für Paare, die systemische, bindungsorientierte und humanistische Ansätze integriert. Sie wurde in den frühen 1980er Jahren von Dr. Sue Johnson und Leslie Greenberg entwickelt und seitdem kontinuierlich weiterentwickelt. In den USA und einigen europäischen Ländern (z. B. den Niederlanden) gehört EFT zu den am meisten angewandten Formen der Paartherapie. In Deutschland ist sie noch wenig verbreitet.
EFT wird für eine große Bandbreite an partnerschaftlichen Problemen in verschiedenen Kontexten genutzt, beispielsweise für Paare mit Depression, Posttraumatischer Belastungsstörung oder chronischen Erkrankungen.

## Vorgehen in der Emotionsfokussierten Paartherapie
Das Vorgehen in der Emotionsfokussierten Paartherapie gliedert sich in drei Phasen und neun Schritte. Diese gehen häufig fließend ineinander über und sind nicht immer scharf zu trennen.

### Phase I: Deeskalation von negativen Interaktions-Zyklen
In dieser Phase schafft der Paartherapeut eine sichere Umgebung für das Paar, in der es sich vertrauensvoll öffnen kann und in der positive Affekte gestärkt werden. Im Vordergrund steht die Deeskalation negativer Verhaltensweisen. Der „Beziehungs-Tanz“ wird verändert.
Schritt 1) Konflikte identifizieren, in denen sich der zentrale Bindungskonflikt abzeichnet
Schritt 2) Identifizieren des negativen Interaktionszyklus, in dem der Konflikt zum Ausdruck kommt
Schritt 3) Identifizieren der Emotionen, die hinter dem Konflikt stehen (primäre und sekundäre Emotionen)
Schritt 4) Das Problem im Rahmen des erkannten Zyklus mit seinen Emotionen und Bedürfnissen neu beschreiben. Der Zyklus wird als Feind und als Ursache für die Entfremdung der Partner angesehen.
In dieser Phase schafft der Therapeut eine angenehme und stabile Umgebung für das Paar, in der es eine offene Diskussion über etwaige Vorbehalte der Paare gegenüber der Therapie führen kann, einschließlich der Vertrauenswürdigkeit des Therapeuten. Der Therapeut bekommt auch ein Gefühl für die positiven und negativen Interaktionen des Paares aus Vergangenheit und Gegenwart und ist in der Lage, die negativen Muster für das Paar zusammenzufassen und darzustellen.

### Phase II: Stärkung der emotionalen Verbindung und Veränderung der Interaktionspositionen
In dieser Stufe soll das emotionale Band des Paares gestärkt werden, indem sich die Partner einander in einer neuen Weise öffnen und indem sie sich an die eigentlichen Beziehungsabsichten erinnern.
Schritt 5) Zugang zu verschwiegenen Bedürfnissen, Emotionen und Selbstansichten schaffen
Schritt 6) Förderung der gegenseitigen Akzeptanz des Erlebensausdrucks und neuer Reaktionen
Schritt 7) Fördern des Ausdrucks von Bedürfnissen und Wünschen und Schaffen von emotionalem Engagement und bindungsfördernden Ereignissen

### Phase III: Konsolidierung und Integration
In dieser Stufe werden neue Verhaltensweisen und Zugänge zu Problemen geschaffen.
Schritt 8) Formulierung neuer Lösungen für alte Probleme
Schritt 9) Konsolidierung neuer Beziehungspositionen und Verhaltensweisen